# Ergavia eris
Ergavia eris är en fjärilsart som beskrevs av Louis Beethoven Prout 1916. Ergavia eris ingår i släktet Ergavia och familjen mätare. Inga underarter finns listade i Catalogue of Life.